# Wati by Night
Wati by Night è un singolo dell'album L'école des points vitaux del gruppo Rap Sexion d'Assaut. In questa canzone, il gruppo collabora con il rapper francese Dry.